# 委內瑞拉合眾國
委內瑞拉合眾國（西班牙語：Estados Unidos de Venezuela；英語：United States of Venezuela），是一個存在於1864年到1953年間位於南美洲的歷史國家。該國家是根據委內瑞拉總統胡安·克里索斯托莫·法爾孔制定的1864年憲法（Constitution of Venezuela (1864)）成立的。這段期間，即使憲法有所更改，但國名仍維持委內瑞拉合眾國，直至1953年頒布的1953年憲法（Constitution of Venezuela (1953)），才將國名更改為委內瑞拉共和國，合眾國至此結束。

## 名稱

### 原先國名
自1830年至1857年，該國的官方名稱一直是委內瑞拉國（Estado de Venezuela），1858年憲法（Constitution of Venezuela (1858)）訂定了正式名稱為委內瑞拉共和國（República de Venezuela）。 1863年，自由黨（Partido Liberal）在聯邦戰爭（Guerra Federal）中勝利奪權，呼籲召開制憲會議，以聯邦制原則制定憲法。1864年3月28日，大會成員在卡拉卡斯舉行會議並簽署法案。胡安·法爾孔總統於4月13日下令公告發布草案，並於4月 22日最終獲得內政和司法部長、財政部長、發展部長以及戰爭和海洋部長的批准通過，確立國名為委內瑞拉合眾國（Estados Unidos de Venezuela）。

### 更改國名
1953年憲法包含一項過渡性條款，將官方名稱從委內瑞拉合眾國（Estados Unidos de Venezuela） 更改為委內瑞拉共和國（República de Venezuela）。並在1961年憲法（Constitución de Venezuela de 1961）確立了新名稱，委內瑞拉合眾國至此結束。而現在的委內瑞拉則是根據1999年憲法（Constitución de Venezuela de 1999）訂定新的國名為委內瑞拉玻利瓦爾共和國（República Bolivariana de Venezuela）。

## 國旗
以弗朗西斯科·德·米蘭達 (Francisco de Miranda)設計的米蘭達旗幟為基礎，中間印著七顆白星，代表委內瑞拉獨立宣言的七個簽署省分。
| 1863年–1905年 |
| 1863年–1905年 |

| 1905年–1930年 |
| 1905年–1930年 |

| 1930年–2006年 |
| 1930年–2006年 |

## 領土

### 行政區劃
根據官方於1881年公布的地圖，將行政區劃劃分為九個大州與四個聯邦轄區。
大州：

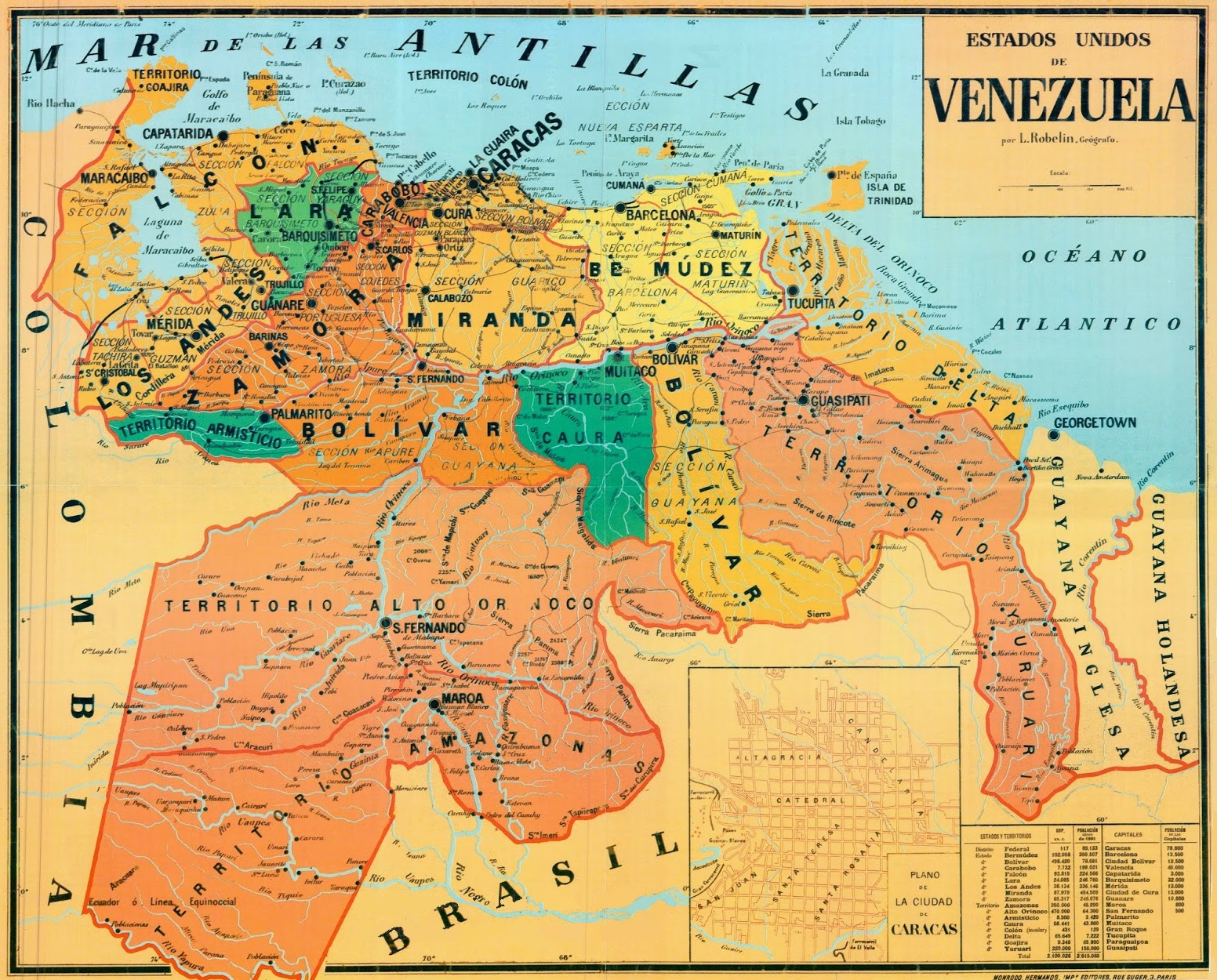
1881年的官方地圖

- 東方大州（由巴塞羅那州、庫馬納州和馬圖林州組成）
- 古茲曼布蘭科州（由玻利瓦爾州、阿拉瓜州、瓜里科州和新埃斯帕塔州組成）
- 大卡拉沃沃州（由卡拉沃沃州和尼爾瓜州組成）
- 西南大州（由科赫德斯州、波圖格薩州和薩莫拉州組成）
- 西北大州（由巴基西梅托州、法爾孔州和亞拉庫伊州組成）
- 洛斯安第斯州（由古茲曼州（梅里達）、特魯希略州和塔奇拉州組成）
- 玻利瓦爾州（由埃塞奎巴州和阿普雷州組成）
- 大法爾孔州（部分法爾孔州和科羅州組成）
- 蘇利亞州（蘇利亞州和馬拉開波州組成）。

聯邦轄區：
- 和瓜希拉聯邦直轄區
- 科隆聯邦直轄區
- 亞馬遜聯邦直轄區
- 上奧里諾科聯邦直轄區

### 爭議地區
自委內瑞拉獨立以來，因邊界問題，經常與哥倫比亞有領土糾紛，尤其在大哥倫比亞解體後，兩國在亞馬遜及上奧里諾科兩地經常產生糾紛。

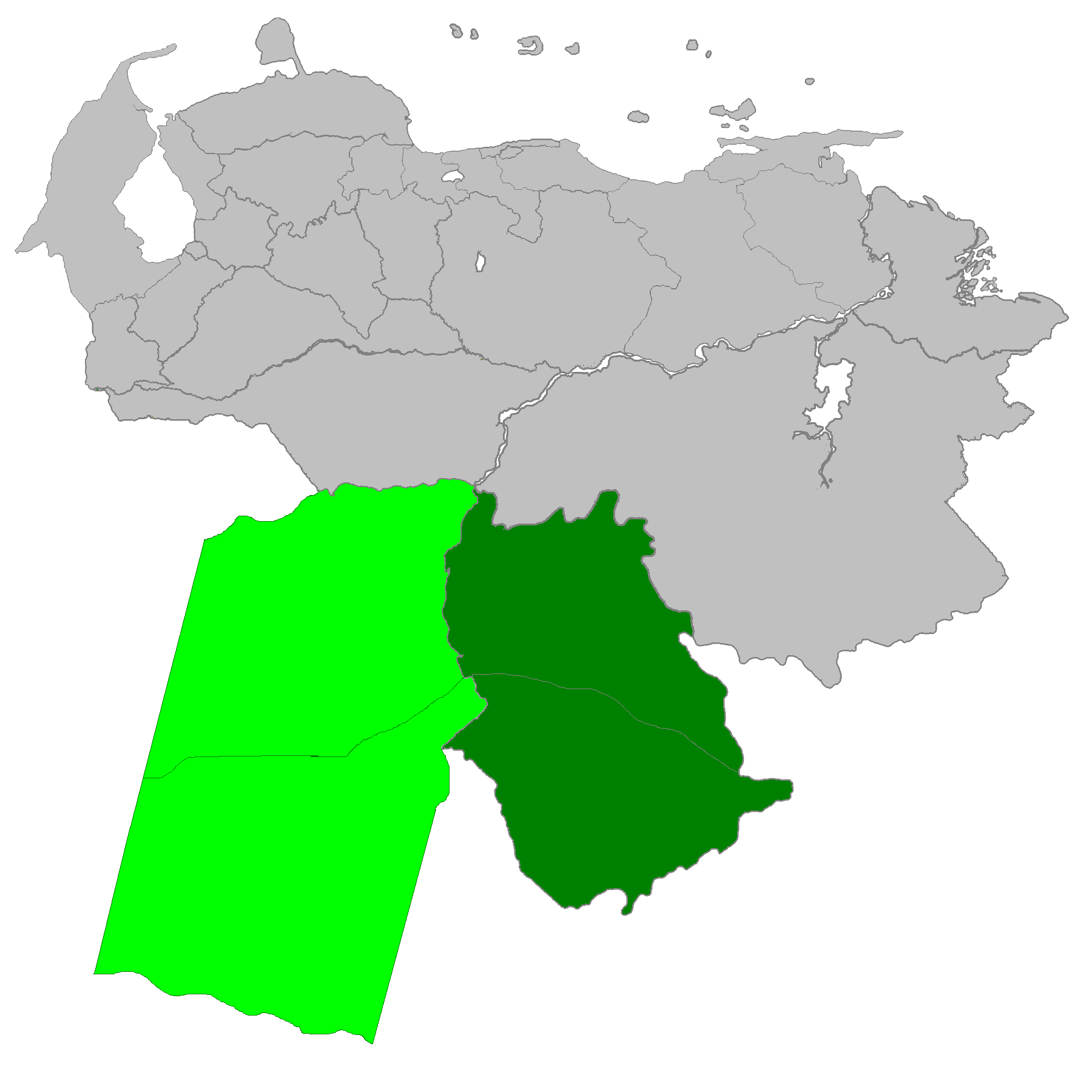
亞馬遜聯邦直轄區

綠色為亞馬遜聯邦直轄區的位置；深綠色為委內瑞拉控制的亞馬遜；淺綠色地區為與哥倫比亞重疊的領土，對應於維查達省和瓜伊尼亞省。受西班牙帝國殖民下，邊界劃分較不明確，因為封地都屬於王室，所以粗略的繪製邊界，使日後領土爭議不斷。最終委內瑞拉和哥倫比亞之間的領土邊界已經在1941年簽署的一份條約中達成了雙方都滿意的條件。